# Egira bella
Egira bella är en fjärilsart som beskrevs av Butler 1881. Egira bella ingår i släktet Egira och familjen nattflyn. Inga underarter finns listade i Catalogue of Life.